# Suffer Well
«Suffer Well» (в переводе с англ. — «Страдай достойно») — песня британской группы Depeche Mode, третий сингл из их одиннадцатого студийного альбома Playing the Angel, 43-й в дискографии группы. Вышел 27 марта 2006 года.

## О песне
Suffer Well — первая песня Depeche Mode, автором текста которого является Дэйв Гаан. «Suffer Well» также является первой композицией группы с 1984 года, текст которой не написан Мартином Гором. Би-сайдом сингла является песня «Better Days», которую сами участники группы описали как «индастриал-панк». Сингл-версия песни «Suffer Well» немного короче альбомной.
В 2007 году песня «Suffer Well» была номинирована на премию «Грэмми» в категории «Лучшая танцевальная запись», но проиграла песне «SexyBack» Джастина Тимберлейка.
Сингл достиг 38-го места в чарте «Modern Rock Tracks» и 1-го места в «Hot Dance Music/Club Play». Также сингл расположился на 12-м месте в британском чарте, тем самым опередив позиции, достигнутые предыдущим синглом Depeche Mode «A Pain That I’m Used To».

## Музыкальный видеоклип
Трансляция видео на телевидении началась в феврале 2006 года. Клип был снят Антоном Корбейном в середине декабря 2005 года в Калифорнии. Это первое видео Корбейна снятое для Depeche Mode, с момента выхода клипа на песню «Useless» в 1997 году.
В видеоклипе Дэйв Гаан выходит из лимузина, снимает кольцо и идёт в ювелирный магазин. Там он надевает перстни и крест, после чего выходит на улицу, где видит ангела, который через некоторое время исчезает. Затем Дэйв идёт по опустевшему городу, при этом его внешний вид постепенно меняется — появляется неопрятная одежда и щетина на лице. Гаан заходит в бар, где пьёт спиртные напитки. Потом он выходит из бара в алкогольном опьянении. Начинается дождь и Дэйв подходит к свадебному салону, в витрине которого стоят Мартин Гор в платье невесты и Эндрю Флетчер в костюме жениха. К этому времени внезапно начинает идти снег, а внешность Дэйва изменяется до неузнаваемости. В конце клипа выясняется, что всё происходящее Дэйв себе просто представлял. Он встречает жену, садится за руль лимузина и они вместе едут по городу.
В клипе снялась нынешняя супруга Дэйва Гаана, Дженнифер, которая сыграла роль ангела и жены. Также в видео снялся менеджер группы Джонатан Кесслер, который сыграл водителя лимузина. Мартин Гор сыграл роль невесты, а Эндрю Флетчер сыграл жениха. Есть предположения, что в клипе много отсылок к наркотической зависимости Дэйва, которая едва не привела его к смерти в 1996 году.

## Форматы и списки композиций
| №  | Название                            | Автор(ы)                                    | Длительность |
| -- | ----------------------------------- | ------------------------------------------- | ------------ |
| 1. | «Suffer Well» (Metope Vocal Remix)  | Дэйв Гаан, Кристиан Айгнер, Эндрю Филлипотт | 6:28         |
| 2. | «The Darkest Star» (Monolake Remix) | Мартин Гор                                  | 5:54         |

| №  | Название                                  | Длительность |
| -- | ----------------------------------------- | ------------ |
| 1. | «Suffer Well» (Tiga Remix)                | 6:28         |
| 2. | «Suffer Well» (Tiga Dub)                  | 5:29         |
| 3. | «Suffer Well» (Narcotic Thrust Vocal Dub) | 6:44         |

| №  | Название                                            | Длительность |
| -- | --------------------------------------------------- | ------------ |
| 1. | «Suffer Well» (Metope Remix)                        | 6:53         |
| 2. | «Suffer Well» (Metope Vocal Remix)                  | 6:28         |
| 3. | «Suffer Well» (M83 Remix)                           | 4:31         |
| 4. | «Better Days» (Basteroid «Dance Is Gone» Vocal Mix) | 7:09         |

| №  | Название                          | Длительность |
| -- | --------------------------------- | ------------ |
| 1. | «The Darkest Star» (Holden Remix) | 7:47         |
| 2. | «The Darkest Star» (Holden Dub)   | 7:56         |

| №  | Название                       | Автор(ы)                                    | Длительность |
| -- | ------------------------------ | ------------------------------------------- | ------------ |
| 1. | «Suffer Well» (single version) | Дэйв Гаан, Кристиан Айгнер, Эндрю Филлипотт | 3:20         |
| 2. | «Better Days»                  | Мартин Гор                                  | 2:28         |

| №  | Название                                  | Длительность |
| -- | ----------------------------------------- | ------------ |
| 1. | «Suffer Well» (Tiga Remix)                | 6:28         |
| 2. | «Suffer Well» (Narcotic Thrust Vocal Dub) | 6:44         |
| 3. | «Suffer Well» (Alter Ego Remix)           | 6:14         |
| 4. | «Suffer Well» (M83 Remix)                 | 4:31         |
| 5. | «Suffer Well» (Metope Vocal Remix)        | 6:28         |
| 6. | «Suffer Well» (Metope Remix)              | 6:53         |

| №  | Название                                            | Длительность |
| -- | --------------------------------------------------- | ------------ |
| 1. | «Suffer Well» (video)                               | 3:50         |
| 2. | «Suffer Well» (Alter Ego Dub)                       | 8:50         |
| 3. | «Better Days» (Basteroid «Dance Is Gone» Vocal Mix) | 7:09         |

| №  | Название                                  | Длительность |
| -- | ----------------------------------------- | ------------ |
| 1. | «Suffer Well» (Tiga Remix)                | 6:28         |
| 2. | «Suffer Well» (Tiga Dub)                  | 5:29         |
| 3. | «Suffer Well» (Narcotic Thrust Vocal Dub) | 6:44         |

| №  | Название                                            | Длительность |
| -- | --------------------------------------------------- | ------------ |
| 1. | «Suffer Well» (Metope Remix)                        | 6:53         |
| 2. | «Suffer Well» (Metope Vocal Remix)                  | 6:28         |
| 3. | «Suffer Well» (M83 Remix)                           | 4:31         |
| 4. | «Suffer Well» (Basteroid «Dance Is Gone» Vocal Mix) | 7:09         |

| №  | Название                          | Длительность |
| -- | --------------------------------- | ------------ |
| 1. | «The Darkest Star» (Holden Remix) | 7:47         |
| 2. | «The Darkest Star» (Holden Dub)   | 7:56         |

| №  | Название                       | Длительность |
| -- | ------------------------------ | ------------ |
| 1. | «Suffer Well» (single version) | 2:47         |
| 2. | «Suffer Well»                  | 3:50         |

| №   | Название                                            | Длительность |
| --- | --------------------------------------------------- | ------------ |
| 1.  | «Suffer Well»                                       | 3:50         |
| 2.  | «Suffer Well» (Tiga Remix)                          | 6:28         |
| 3.  | «Suffer Well» (Tiga Dub)                            | 5:29         |
| 4.  | «Suffer Well» (Narcotic Thrust Vocal Dub)           | 6:44         |
| 5.  | «Suffer Well» (Alter Ego Remix)                     | 6:14         |
| 6.  | «Suffer Well» (Metope Remix)                        | 6:53         |
| 7.  | «Suffer Well» (Metope Vocal Remix)                  | 6:28         |
| 8.  | «Suffer Well» (M83 Remix)                           | 4:31         |
| 9.  | «Suffer Well» (M83 Instrumental)                    | 4:42         |
| 10. | «Better Days» (Basteroid «Dance Is Gone» Vocal Mix) | 7:09         |
| 11. | «Better Days» (Basteroid «Dance Is Gone» Remix)     | 7:10         |

| №  | Название                       | Длительность |
| -- | ------------------------------ | ------------ |
| 1. | «Suffer Well» (single version) | 2:52         |
| 2. | «Suffer Well» (album version)  | 3:50         |

| №  | Название                                          | Длительность |
| -- | ------------------------------------------------- | ------------ |
| 1. | «Suffer Well» (Tiga Remix)                        | 6:28         |
| 2. | «Suffer Well» (Dirty Monkey Remix Peter Rauhofer) | 9:00         |
| 3. | «Suffer Well» (Tiga Dub Version)                  | 5:29         |
| 4. | «Suffer Well» (Narcotic Thrust Vocal Dub)         | 6:44         |
| 5. | «Suffer Well» (Metope Vocal Remix)                | 6:28         |
| 6. | «Suffer Well» (Metope Remix)                      | 6:53         |
| 7. | «Suffer Well» (Alter Ego Remix)                   | 6:14         |
| 8. | «Suffer Well» (M83 Remix)                         | 4:42         |

| №  | Название                                                      | Длительность |
| -- | ------------------------------------------------------------- | ------------ |
| 1. | «Suffer Well» (Alter Ego Remix Edit [только в США])           | 4:38         |
| 2. | «Suffer Well» (Metope Remix Edit [только в США])              | 4:32         |
| 3. | «Suffer Well» (Metope Vocal Remix Edit [только в США])        | 4:26         |
| 4. | «Suffer Well» (Narcotic Thrust Vocal Dub Edit [только в США]) | 4:48         |
| 5. | «Suffer Well» (Tiga Remix Edit [только в США])                | 4:56         |
| 6. | «Suffer Well» (Tiga Dub Version)                              | 5:29         |

## Позиции в чартах
| Чарт (2006)                          | Высшая позиция |
| ------------------------------------ | -------------- |
| Австрия                              | 67             |
| Дания                                | 1              |
| Финляндия                            | 6              |
| Франция                              | 87             |
| Германия                             | 13             |
| Венгрия                              | 1              |
| Италия                               | 5              |
| Испания                              | 2              |
| Швеция                               | 20             |
| Швейцария                            | 66             |
| Великобритания                       | 12             |
| США Billboard Hot Dance Club Play    | 1              |
| США Billboard Hot Modern Rock Tracks | 38             |